# Каракум (посёлок)
Каракум (узб. Qoraqum / Қорақум) — посёлок городского типа, расположенный на территории Мубарекского района Кашкадарьинской области Республики Узбекистан.

## Население
По данным переписи 1986 года, в посёлке проживало 950 человек.
Статус посёлка городского типа с 2009 года.